# 上長者町通

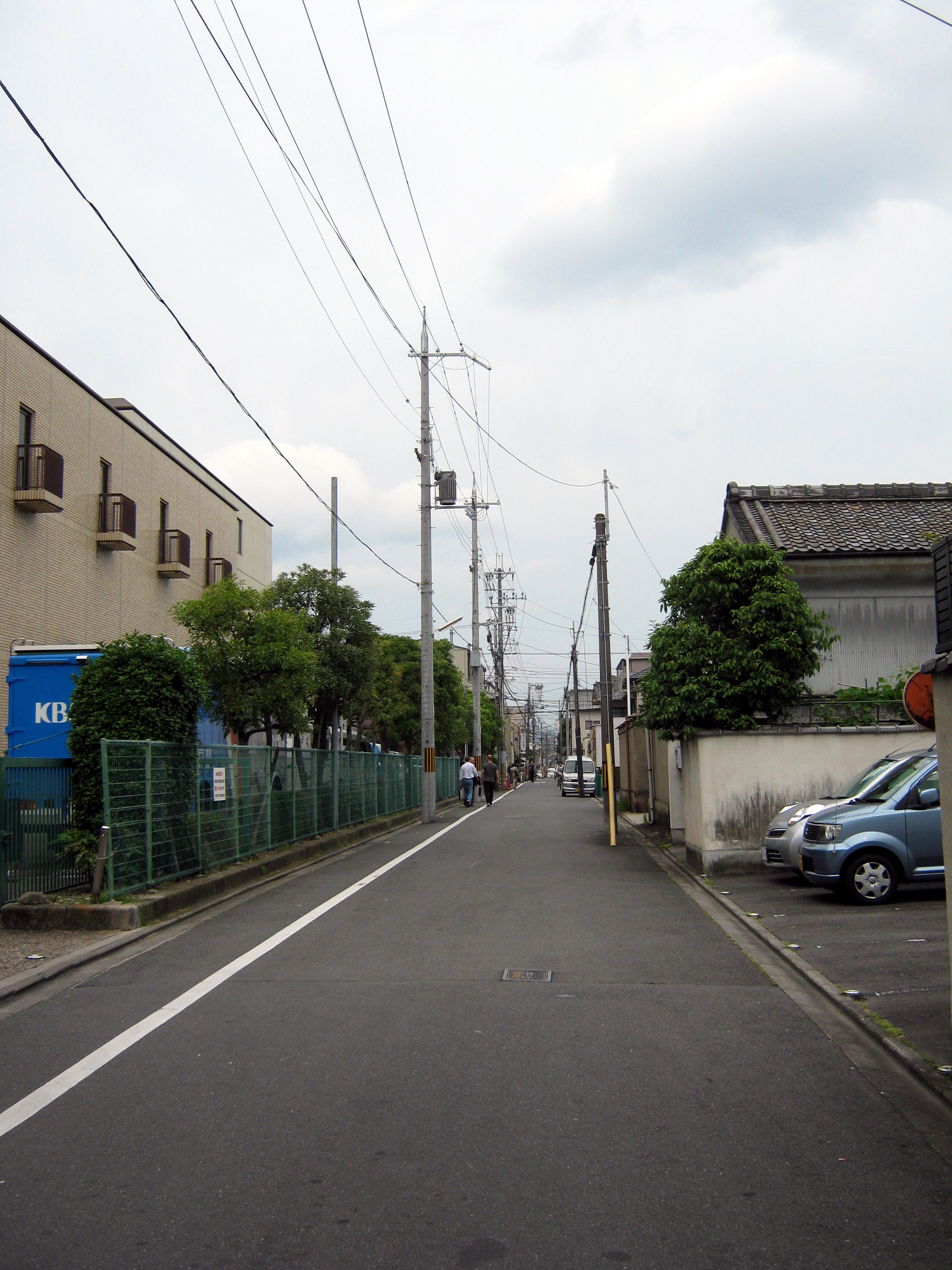
烏丸通より西を見る

上長者町通（かみちょうじゃまちどおり）は京都市上京区の東西の通りの一つ。東は烏丸通から西は千本通西入まで。
住宅地の中の交通量の少ない通りである。
平安京の頃はこの通りは、土御門小路と呼ばれており、現在の京都御所は平安時代後期に東洞院通とこの道の交差の所にあった里内裏が発展して出来たものである。
通りの名称は、『京都坊目誌』によれば、天正年間の頃、通りの東辺に裕福な両替商人があり長者と呼ばれたことによる。

## 沿道の主な施設
- 京都御苑
- 京都放送 烏丸通